# بانک مرکزی آسیا
بانک مرکزی آسیا (انگلیسی: Bank Central Asia) شرکت خدمات مالی و بانکداری اندونزیایی است، که در سال ۱۹۵۷ تأسیس شد.